# Henri Fenet
 (janvier 2023).
Si vous disposez d'ouvrages ou d'articles de référence ou si vous connaissez des sites web de qualité traitant du thème abordé ici, merci de compléter l'article en donnant les références utiles à sa vérifiabilité et en les liant à la section « Notes et références ».
Henri Joseph Fenet, né le 11 juin 1919 à Ceyzériat et mort le 14 septembre 2002 à Paris 15e, fut un ancien membre du Service d'ordre légionnaire, puis un dirigeant de la Milice, et enfin un officier de la Waffen-SS, commandant d'un bataillon de la Division Charlemagne constitué de volontaires français combattant dans les forces armées du IIIe Reich.
Il est surtout connu pour avoir été le dernier officier commandant des SS ayant combattu autour de la Chancellerie du Reich, à Berlin, près du bunker où étaient regroupés Hitler et les derniers responsables du régime nazi, fin avril 1945. À la fin de la guerre, il est condamné à 20 ans de travaux forcés pour trahison et intelligence avec l'ennemi.

## Biographie
Quand la Seconde Guerre mondiale éclate, il quitte sa Khâgne à Henri-IV pour s'enrôler, dès septembre 1939, comme engagé volontaire pour la durée de la guerre.
Du fait de son parcours scolaire, en tant qu'ancien préparationnaire de grande école, il va d'abord suivre une formation élémentaire d'engagé de base puis celle de quatre mois d'élève-officier de réserve au sein de l’École d'infanterie de Saint-Maixent, dans le département des Deux-Sèvres. Il rejoint, après cette formation, en tant qu'aspirant, la 3e division d'infanterie coloniale. Lors de la campagne de France en 1940, il est deux fois blessé, en mai puis en juin 1940. Pour ses actions et son comportement sur le front, il se voit décerner la croix de guerre. Après l'armistice conclu, le  22 juin 1940, entre le dernier gouvernement de la Troisième République, présidé par le maréchal Pétain et le Troisième Reich, il demande et obtient son maintien dans l'armée d'armistice, dont  les effectifs ont été limités à 100 000 hommes par les conditions d'armistice.
En 1941 et en 1942, il sert dans un régiment d'infanterie coloniale en Mauritanie. Après l'invasion de la zone libre, par les Allemands le 11 novembre 1942, il est démobilisé, dans le cadre général du processus de la dissolution de l'armée d'armistice. Il a alors le grade de lieutenant. Il se rend en novembre 1942 dans son département natal, l'Ain, et rejoint le Service d'ordre légionnaire, dont il est l’un des cadres dirigeants. Il devient, par la suite, le responsable départemental de la Milice française en février 1943, toujours dans son département.

### Engagement dans la Waffen—SS (1943-1945)
En octobre 1943, il s'engage dans la Waffen-SS, à la demande notamment de Joseph Darnand. Il effectue alors sa formation d'engagé volontaire au camp de formation de la SS situé à Cernay, dans le Haut-Rhin alors annexé et étant temporairement terre allemande, le nom de cette commune étant devenu par décision de la puissance d'occupation, Senheim. Ensuite, à compter de janvier 1944, il effectue sa formation accélérée d'officier SS à Bad Tölz (école d'élèves-officiers de la SS), et en ressort deux mois plus tard avec le grade de Obersturmführer (équivalent de lieutenant).
En août 1944, il combat avec son bataillon, dont il commande la 3e compagnie, en Galicie. Blessé au bras droit, il y reçoit la croix de fer de seconde classe. Rétabli, il rejoint la 33. Waffen-Grenadier-Division der SS « Charlemagne », en formation à Wildflecken dont il commande le 1er bataillon du régiment 57.
En janvier 1945, il effectue un stage de formation d'un mois à l'école d'infanterie d'Hirschberg, afin d'exercer les fonctions de chef de bataillon, grade qui ne lui sera pas accordé. La division SS « Charlemagne » est finalement envoyée en Poméranie, en février-mars 1945, pour tenter de contenir la percée de l'armée soviétique. Sans matériel lourd, la troupe dont il fait partie n'a aucune chance de contenir la poussée soviétique et se replie assez vite sur Belgard.
Dans les premiers jours de mars 1945, la division est réorganisée. Henri-Joseph Fenet se voit attribuer le commandement du 1er bataillon du régiment de marche (I/RM) qu'il arrive à évacuer de l'enfer poméranien, un exploit pour lequel il obtient la croix de fer de première classe et une promotion au grade de Hauptsturmführer (capitaine). Les restes de la division Charlemagne sont réorganisés en deux bataillons. Fenet obtient le commandement du bataillon de combattants (en opposition au bataillon de travailleurs contenant les éléments désireux de cesser le combat).
Dans la nuit du 23 au 24 avril 1945, l'inspecteur général SS Krukenberg est requis à Berlin pour prendre le commandement des restes de la division SS Nordland. Il y emmène le « bataillon Charlemagne » estimé à environ 300 Français, tous engagés volontaires de la Waffen-SS et bien décidés à poursuivre le combat contre les troupes d'assaut de l'armée soviétique, qui combattront près de dix jours pour conquérir tout Berlin, les derniers combattants de l'armée régulière et des Waffen-SS se rendant aux Russes seulement dans la journée du 2 mai. Fenet mène sa troupe jusqu'à la capitulation de Berlin. Avant sa reddition, blessé, il a obtenu pour sa conduite la croix de chevalier de la croix de fer.
Le 2 mai 1945, la plupart des SS français survivants se sont rendus à l'Armée rouge ; une minorité, Fenet inclus, s'est rendue aux Forces britanniques à Bad Kleinen et Wismar, mais il a été remis ensuite aux Soviétiques. Il fut soigné par le service de santé de l'armée soviétique pour une blessure au pied ; il n'est pas inquiété par les services russes, notamment le NKVD, en tant qu'ancien officier de la Waffen SS ayant fait fonction d'officier supérieur et ayant combattu les Soviétiques. Il fut même libéré par les Soviétiques du lieu où il était près de Berlin au bout d'à peine un mois et demi de privation de liberté et des vêtements civils lui sont même offerts. Il rejoint ensuite la France, avec un groupe de Français qui quitte alors Berlin, sans se signaler comme ancien combattant SS français et sans se faire arrêter aux postes de contrôle des zones d'occupation militaire américaine et britannique établies dès juin 1945 en Allemagne occidentale.
Il est toutefois arrêté à Valenciennes, dénoncé par son tatouage de groupe sanguin sur le bras qu'il portait en tant qu'ancien engagé volontaire de la SS ; son arrestation a lieu en septembre 1945 ; il est incarcéré à la maison d'arrêt de Bourg-en-Bresse. Il passe ensuite en jugement devant la juridiction compétente et est condamné en 1949 à vingt ans de travaux forcés pour trahison et intelligence avec l'ennemi. Il est libéré en 1959.
En 1962, il crée une société d'accessoires automobiles. Toutefois, ses aventures d'ancien officier combattant de la Waffen-SS à Berlin intéressent certains journalistes ou écrivains à compter des années 1970. Il accorde des interviews à des journalistes en qui il a confiance et écrit aussi un livre : Berlin, derniers témoignages, où il décrit de façon précise les derniers combats qu'il a menés à Berlin alors que le régime nazi s’effondrait. Il participe ensuite à des réunions en Allemagne fédérale avec d'anciens officiers de la SS et prononce notamment un discours en 1998 en allemand à une réunion d'anciens membres des unités combattantes de la SS.
En tant qu'ancien Waffen-SS et assimilé à un citoyen allemand, il a touché sa retraite d'ancien combattant due à son grade, comme tous les membres des Waffen-SS. Cette retraite lui fut versée par les autorités fédérales allemandes.
Atteint de la maladie d'Alzheimer, il meurt à Paris le 14 septembre 2002 et ses cendres sont placées sur la tombe de son frère, mort pour la France en mai 1940 et inhumé dans le cimetière de sa commune de naissance.

## Distinctions

### Pour la France
- Croix de Guerre (1939-1945) 1940, Aspirant dans le 21e régiment d'infanterie coloniale[7]

### Pour leIIIeReich
- Croix de fer 2e classe reçu pour actions sur le champ de bataille en Galicie, le 22 août 1944, en tant que SS-Obersturmführer[8].
- Insigne des blessés de 1939 24 août 1944, pour blessure en Galicie[8].
- Croix de fer 1re classe reçu pour avoir rompu l'encerclement soviétique en Poméranie, 18 mars 1945. Promu SS-Hauptsturmführer, SS-Grenadier-Regiment 57[8].
- Croix de chevalier de la croix de fer le 29 avril 1945, alors qu’il était Waffen-Hauptsturmführer et commandant du bataillon d'assaut au sein du 33. Waffen-Grenadier-Division der SS « Charlemagne »[9],[10].